# 토론토 아고노츠
| 토론토 아고노츠 | |
| 디비전          | 이스트 디비전 |
| 설립연도        | 1873년 |
| 해체연도        | |
| 역사            | 토론토 아고노츠 (1873년~현재) |
| 경기장          | BMO 필드 |
| 연고지          | 온타리오주 토론토 |
| 구단주          | 데이비드 브레일리 |
| 단장            | 짐 베이커 |
| 감독            | 스캇 밀라노비치 |
| 디비전 우승     | 23회 (1911, 1912, 1914, 1920, 1921, 1922, 1933, 1937, 1938, 1945, 1946, 1947, 1950, 1952, 1971, 1982, 1983, 1987, 1991, 1996, 1997, 2004, 2012) |
| 그레이 컵 우승  | 16회 (1914, 1921, 1933, 1937, 1938, 1945, 1946, 1947, 1950, 1952, 1983, 1991, 1996, 1997, 2004, 2012)                                           |
| 영구 결번       | 22, 31, 55, 60 |

토론토 아고노츠(Toronto Argonauts)는 캐나다 온타리오주 토론토를 연고지로 하는 CFL의 이스트 디비전 소속팀이다.